# Wonder Woman (série télévisée)
Pour les articles homonymes, voir Wonder Woman (homonymie).
Wonder Woman (Wonder Woman puis The New Adventures of Wonder Woman) est une série télévisée américaine en un pilote de 70 minutes et 59 épisodes de 48 minutes, développée par Stanley Ralph Ross, d'après le personnage de bande dessinée homonyme de Charles Moulton et diffusée entre le 7 novembre 1975 et le 16 février 1977 sur le réseau ABC puis entre le 16 septembre 1977 et le 11 septembre 1979 sur le réseau CBS.
En France, le pilote a été diffusé le 9 janvier 1977, puis la première saison à partir du 16 décembre 1979 sur Antenne 2. Rediffusion de la première saison à partir du 11 mai 1987 puis des saisons 2 et 3 inédites, du 22 août 1987 au 17 mars 1991 sur La Cinq. Rediffusion sur 13e rue, Série Club en 2001 et Pink TV
En Belgique, elle a été diffusée en 1998 sur Club RTL.
Cette série met en vedette Lynda Carter  dans le rôle-titre. 

## Synopsis

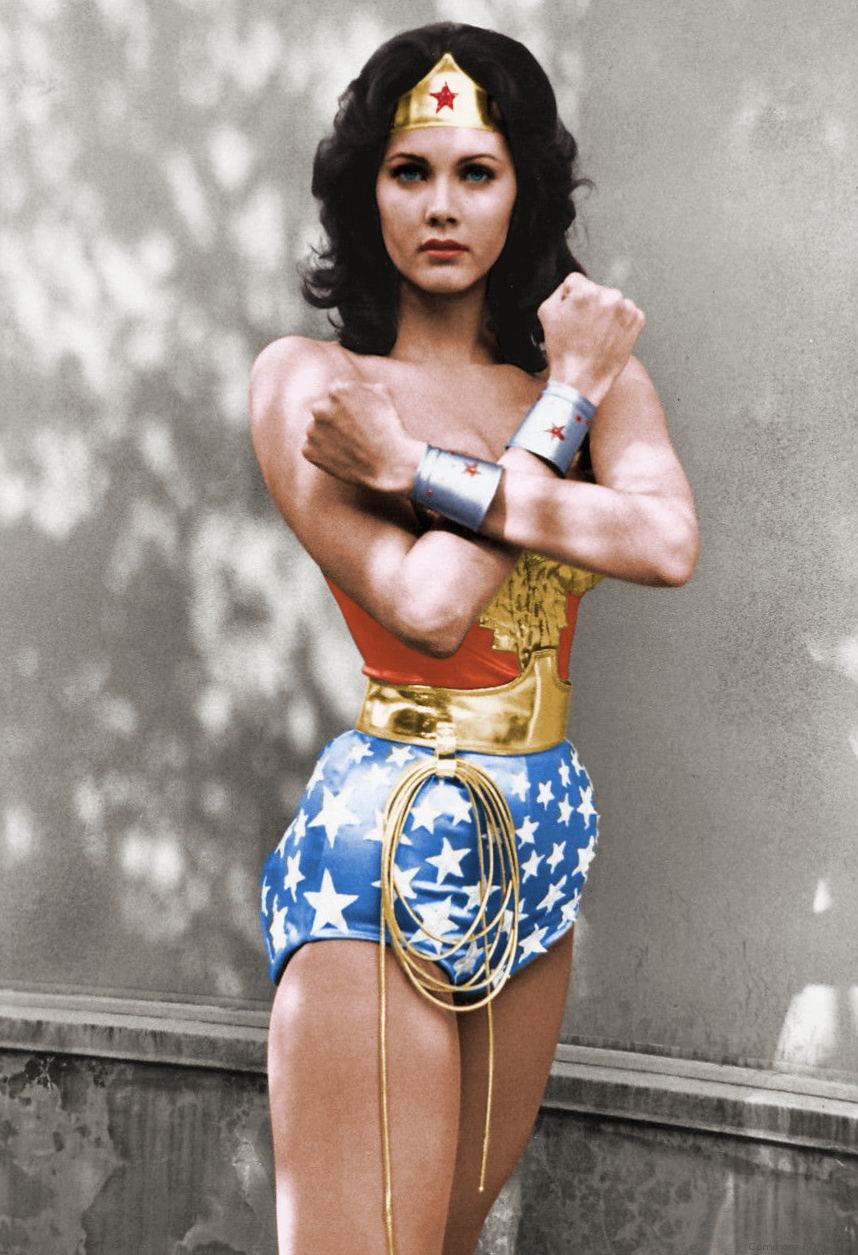
Lynda Carter dans le rôle de Wonder Woman.

Pendant la Seconde Guerre mondiale, à la suite d'une traîtrise, l'avion piloté par le Major Steve Trevor, de l'armée américaine, s'écrase dans le triangle des Bermudes, tout près d'une île inconnue, l'île paradisiaque. C'est une île secrète qui donne d'étranges pouvoirs (immortalité, force) aux femmes qui l'habitent, les Amazones. Échoué sur l'île, le major Trevor est secouru par la princesse Diana, la fille de la reine des Amazones.
Comme un homme ne peut rester vivre sur cette île, les Amazones le soignent mais prévoient de le ramener, tant qu'il est encore inconscient, dans son pays d'origine. Pour cela, la reine des Amazones doit désigner l'une des leurs pour cette dangereuse mission.
Bien qu'il soit interdit à la princesse Diana, future reine, de participer aux épreuves sportives de sélection, elle y participe secrètement et gagne. La reine ne peut alors plus reculer et lui confie le costume qu'elle a confectionné spécialement pour cette expédition. Il est aux couleurs du drapeau américain et est équipé d'une ceinture de force qui permet de conserver les pouvoirs des Amazones en dehors de l'île et d'un lasso magique qui oblige toute personne prisonnière de celui-ci à obéir et à dire la vérité. Le costume contient également un diadème boomerang et des bracelets d'un alliage unique (le féminum) qui permet de détourner les balles et autres munitions.
Elle s'envole, dans son avion invisible, vers Washington et débarque au milieu d'un monde en pleine guerre mondiale. Elle commence par gagner un peu d'argent dans un numéro de music-hall, puis après avoir démasqué quelques espions et sauvé le major Trevor et les services secrets américains, elle décide de rester donner un coup de main et entre incognito au service du Major Trevor comme secrétaire particulière, sous le nom de Diana Prince. Cette fonction lui permet de savoir à tout moment où Wonder Woman peut être le plus utile...

## Production
Au terme de la saison 1, et malgré de bonnes audiences, ABC tarde à renouveler la série. Car "Wonder Woman" est une série d'époque : les années 1940. Ce genre de série est généralement beaucoup plus cher à produire. Les costumes, les voitures, les meubles, etc. étant pris en compte dans le budget du programme. Alors que ABC ne s'est pas encore décidé, la société de production Warner Bros. se voit proposer une offre de la chaîne concurrente CBS. CBS est d'accord pour récupérer la série, à condition que l'action ne se déroule plus durant la Seconde Guerre mondiale (les années 1940) mais à l'époque contemporaine (les années 1970). La série revient sur CBS sous le titre The New Adventures of Wonder Woman.
Nous sommes en 1977, Steve Trevor (fils du major Steve Trevor de la Seconde Guerre mondiale qu'a connu Wonder Woman) est membre du bureau fédéral des enquêtes aux États-Unis. Lors d'un vol au-dessus du célèbre Triangle des Bermudes, il empêche le détournement de l'avion où il se trouve mais malheureusement tout le monde se retrouve endormi par un gaz y compris les pilotes. Les amazones de l'île paradisiaque aperçoivent l'avion en difficulté et le guident grâce à leur technologie avancée pour faire atterrir l'avion sur l'île. Wonder Woman apprend l'existence du fils de son vieil ami qui, comme son père, combat aujourd'hui les terroristes et les organisations criminelles qui remplacent maintenant les nazis.
Elle reprend de nouveau son costume de Wonder Woman et le combat contre le crime sous l'identité de Diana Prince, collaboratrice et agent du bureau fédéral auprès de Steve Trevor. Le monde entier est surpris et enthousiaste du retour de la célèbre super héroïne.
Grâce à ses connaissances technologiques avancées, elle se crée une fausse identité en piratant l'ordinateur le plus avancé et le plus secret des États-Unis, IRA (ou I.R.A.C.) qui possède sa propre intelligence artificielle. Au cours des épisodes, il est le seul à savoir que Diana Prince et Wonder Woman ne sont qu'une seule et même personne.
Dans le dernier épisode à avoir été produit, les scénaristes ont tenté de relancer la série en effectuant des changements de toutes sortes. Diana est réaffectée au bureau l'IADC de Los Angeles en prévision d'une quatrième saison. Cette refonte a été visible dans un seul épisode : L'homme qui ne pouvait pas mourir, avec de nouveaux personnages secondaires. Notamment Dale Hawthorn, nouveau patron de l'IADC, Bret Cassiday (Bob Seagren), un homme génétiquement amélioré qui est indestructible (le personnage principal de l'épisode), ainsi qu'un gamin des rues nommé T. Burton Phipps III qui est inexplicablement autorisé à traîner à l'IADC. Également, un chimpanzé qui, comme Bret, est indestructible. Cet épisode aurait dû terminer la troisième saison, mais il a été diffusé dans le désordre avant le double-épisode Le Fantôme du grand huit.
La série se termine à la fin de la saison 3 mais on apprend que Wonder Woman continuera à combattre le crime jusqu'en 2155 (épisode 7 de la saison 3).

## Distribution

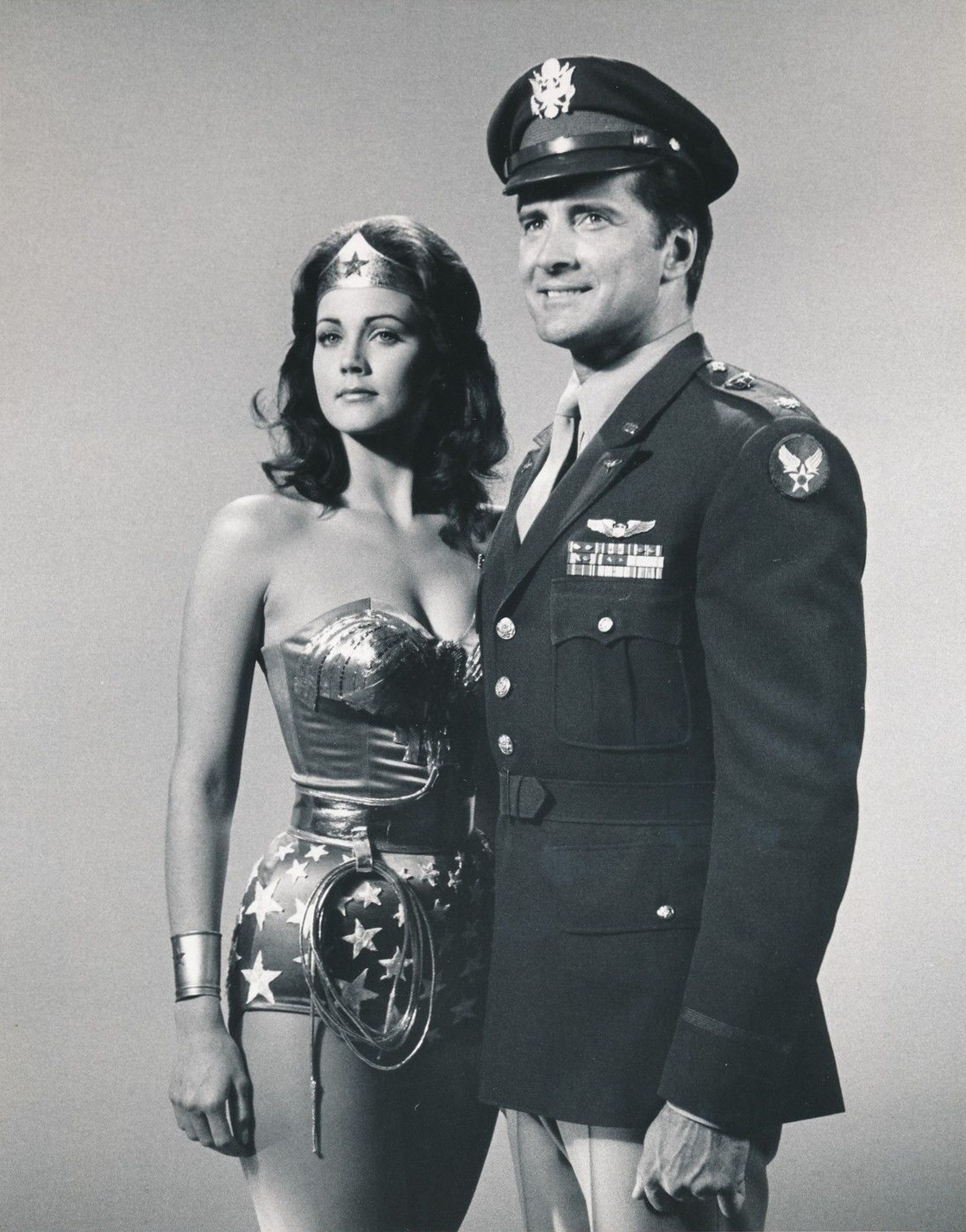
Lynda Carter en tant que Wonder Woman et Lyle Waggoner en tant que Steve Trevor.

### Acteurs principaux
- Lynda Carter (VF : Monique Thierry) : Diana Prince / Wonder Woman[note 1]
- Lyle Waggoner (VF : Pierre Hatet) : Steve Trevor (saison 1) / Steve Trevor, Jr. (saisons 2 et 3)[note 2]
- Beatrice Colen (en) (VF : Laurence Badie) : Etta Candy (saison 1)
- Richard Eastham (en) (VF : Claude Joseph) : le général Philip Blankenship (saison 1)

### Acteurs récurrents
- Debra Winger (VF : Jeanine Forney) : Drusilla / Wonder Girl (saison 1)
- Tom Kratochvill (VF : Luc Bernard) : I.R.A.C. (voix - saisons 2 et 3)
- Normann Burton (VF : Michel Gudin) : Joe Atkinson (saison 2)
- Saundra Pearl Sharp (VF : Arlette Thomas) : Eve (saison 2)

On retrouve en guest-stars des acteurs et actrices connus : Eric Braeden, Red Buttons, Henry Gibson, Anne Francis, John Saxon, Robert Loggia, John Hillerman, James Hong, Roddy McDowall, Ross Martin et René Auberjonois.

## Fiche technique
- Création : Stanley Ralph Ross adapté de la bande dessinée de William Moulton Marston
- Supervision de l'écriture : Anne Collins
- Consultants écriture : Anne Collins, Brian McKay, Robert Hamner et Frank Telford
- Producteurs superviseurs : Charles B. Fitzsimons et Bruce Lansbury
- Producteurs : Douglas S. Cramer, Charles B. Fitzsimons, Wilford Lloyd Baumes et Mark Rodgers
- Producteurs exécutifs : Douglas S. Cramer et Wilford Lloyd Baumes
- Producteurs associés : John Gaynor, Arnold F. Turner, Rod Holcomb et Peter J. Elkington
- Musique : Artie Kane, Johnny Harris, Robert Prince, Richard LaSalle, Angela Morley, Charles Fox et Robert O. Ragland
- Photographie : Robert Hoffman, Ted Landon, Dennis Dalzell, Joe Jackman, Ric Waite et Brianne Murphy
- Montage : Richard L. Van Enger, Carroll Sax, Dick Wormell, Stanley Wohlberg, William Neel, Tony Radecki, Phil Tucker, Axel Hubert Sr., Barbara Pokras et Jamie Caylor
- Distribution : Rachelle Farberman, Millie Gusse, Caro Jones, Barbara Miller, Alan Shayne et Mary Goldberg
- Création des décors : Frederick P. Hope, Stephen Myles Berger, Patricia Van Ryker, Philip Barber, Michael Baugh et James Hulsey
- Création des costumes : Lennie Barin et Donfeld
- Création des effets visuels : Robert Peterson
- Coordination des cascades : Ron Stein, Paul Baxley, George Robotham, Dick Ziker et Bill Catching
- Doublure de Lynda Carter : Jeannie Epper
- Compagnies de production : Bruce Lansbury Productions, Douglas S. Cramer Company et Warner Bros Television
- Société de distribution : Warner Home Video
- Durée : 60 minutes
- Langue : Anglais mono
- Image : Couleurs
- Ratio : 4:3 1.33 Full Screen
- Format négatif film : 35 mm
- Procédé cinématographique : Sphérique

## Épisodes

### Pilote (1975)
- Wonder Woman (The New Original Wonder Woman) 70 minutes

### Première saison (1976-1977)
1. La Baronne diabolique (Wonder Woman Meets the Baroness Paula von Gunther)
2. Fausta la Superwoman (Fausta, the Nazi Wonder Woman)
3. Le Concours de beauté (Beauty on Parade)
4. Féminin singulier - 1re partie (The Feminum Mystique - Part 1)
5. Féminin singulier - 2e partie (The Feminum Mystique - Part 2)
6. Gargantua (Wonder Woman vs Gargantua)
7. Le Projet Pluton (The Pluto File)
8. Le Dernier billet de deux dollars (The Last of the Two Dollar Bills)
9. Le Jugement de l'espace - 1re partie (Judgment from Outer Space - Part 1)
10. Le Jugement de l'espace - 2e partie (Judgment from Outer Space - Part 2)
11. Formule 407 (Formula 407)
12. Les Voleurs de bétail (The Bushwhackers)
13. Vedette à Hollywood (Wonder Woman in Hollywood)

### Deuxième saison (1977-1978)
1. Le Retour de Wonder Woman (The Return of Wonder Woman)
2. Anschluss 77 (Anschluss 77)
3. Vengeance nippone (The Man Who Could Move the World)
4. L’Affaire du triangle des Bermudes (The Bermuda Triangle Crisis)
5. La Taupe (Knockout)
6. Hamelin, le joueur de fifre (The Pied Piper)
7. La Reine et le voleur (The Queen and the Thief)
8. Le Mariage (I Do, I Do)
9. L’homme qui faisait des volcans (The Man Who Made Volcanoes)
10. Les Voleurs d'esprits - 1re partie (Mind Stealers from Outer Space - Part 1)
11. Les Voleurs d'esprits - 2e partie (Mind Stealers from Outer Space - Part 2)
12. Jeux mortels (The Deadly Toys)
13. Histoire de voleurs (Light-Fingered Lady)
14. Rêves olympiques (Screaming Javelin)
15. De l’or en plomb (Diana’s Disappearing Act)
16. Un diamant pour Wonder Woman (Death in Disguise)
17. Le Maître des ordinateurs (Irac Is Missing)
18. Vol pour l’oubli (Flight to Oblivion)
19. Séance de terreur (Seance of Terror)
20. Formule secrète (The Man Who Wouldn't Tell)
21. La Petite Fille d'Ilandia (The Girl from Ilandia)
22. Détournement de missile (The Murderous Missile)

### Troisième saison (1978-1979)
1. Mon idole a disparu (My Teen Idol Is Missing)
2. Au bout du tunnel (Hot Wheels)
3. L’Inventeur (The Deadly Sting)
4. Le Crime est un art (The Fine Art of Crime)
5. L’Ange bleu (Disco Devil)
6. Les Fourmis (Formicida)
7. Bombe à retardement (Time Bomb)
8. Le Champion de skateboard (Skateboard Wiz)
9. Le Dauphin de la mort (The Deadly Dolphin)
10. Le Voleur de visage (Stolen Faces)
11. L’Or du butin (Pot O’Gold)
12. Cerveau recherche corps (Gault’s Brain)
13. Vision d’OVNI (Going, Going, Gone)
14. Soirée originale (Spaced Out)
15. OVNI soit qui mal y pense (The Starships Are Coming)
16. Chanteur et maître chanteur (Amazon Hot Wax)
17. L’Homme le plus riche du monde (The Richest Man in the World)
18. La Chaumière de Cupidon (A Date with Doomsday)
19. La Fille de tous les dangers (The Girl with the Gift for Disaster)
20. Curieux danger - 1re partie (The Boy Who Knew Her Secret - Part 1)
21. Curieux danger - 2e partie (The Boy Who Knew Her Secret - Part 2)
22. L’homme qui ne pouvait pas mourir (The Man Who Could Not Die)
23. Le Fantôme du grand huit - 1re partie (The Phantom of the Roller Coaster - Part 1)
24. Le Fantôme du grand huit - 2e partie (The Phantom of the Roller Coaster - Part 2)

## Plusieurs VF dans la série
Les 2 VF de Diana Prince / Wonder Woman : 
- Monique Thierry dans les 3 saisons + Martine Meiraghe Dans la saison 3 ; épisodes : 17+18+19+20+21+22+23+24

Les 3 VF de Steve Trevor + Steve Trevor Jr ; 
- Philippe Ogouz dans le téléfilm pilote + Pierre Hatet Dans les 3 saisons + Marcel Guido Dans la saison 3 ; épisodes : 8+17+18+19+20+21+23+24

## Génériques
Les génériques de la saison 1 et de la saison 2 jusqu'à l'épisode 8 sont réalisés sous forme de dessin-animé duquel sortent les acteurs.
À partir de l'épisode 9 de la saison 2, on a un générique dépourvu de couplets, où seuls restent les refrains. Les images quant à elles sont des extraits de la nouvelle Wonder Woman. Plus moderne et proche de Super Jaimie
"Wonder Woman - femme du ciel", est le générique français interprété par Lionel Leroy chez Saban Records. Il n'est utilisé que pour la saison 1, lorsque la série est diffusée à la télévision.
"Elle ne craint rien ni personne
elle fonce comme un homme
C'est la justicière
interplanétaire
Elle jaillit comme un éclair..."

Un coffret de 3 CD regroupant de nombreuses musiques utilisées dans la série ainsi que les 3 génériques et des versions alternatives a été édité en 2017 chez La La Land Record, spécialisé dans l'édition de bandes originales.

## Commentaires
- Dans la saison 3, l'épisode "Le Champion de skateboard", inédit sur La Cinq, a été diffusé en France en version originale sous titrée sur 13e rue. Mais disponible en français dans le coffret DVD, Diana Prince Wonder Woman a toujours la même voix mais Steve Trevor n'a pas la même voix que dans les autres épisodes. Dans l'épisode L’Homme le plus riche du monde, Diana Prince et Steve Trevor n'ont pas la même voix que dans les autres épisodes.
- En 1974, il y a eu un téléfilm (Wonder Woman) de 73 minutes avec Cathy Lee Crosby dans le rôle de Diana Prince / Wonder Woman, diffusé en France le 17 décembre 1999 sur 13e rue en version originale sous titrée. Malheureusement le téléfilm n'a pas été mis sur les coffrets DVD de la série avec Lynda Carter.
- Pour les scènes d'action, c'est la cascadeuse Jeannie Epper qui double Lynda Carter.
- Les Guignols de l'Info de Canal Plus ont pastiché le générique de la série Wonder Woman dans les sketches mettant en scène "Super Menteur", alter ego du président de la République française Jacques Chirac, dont le costume rappelle pour sa part Superman. Le Chirac des Guignols gagne ainsi le super pouvoir de faire croire n'importe quel mensonge à son auditoire.

## DVD
L'intégralité des épisodes sortie en France en DVD chez Warner Home Video. Il manque le téléfilm Wonder Woman de 1974 Avec Cathy Lee Crosby
- Intégrale Saison 1 Coffret 5 DVD sorti le 12 octobre 2005. Version française et version anglaise mono avec sous-titres. En suppléments, commentaire audio de Douglas S. Cramer et Lynda Carter sur le téléfilm pilote ; Documentaire "Beauté, muscle et bracelets à l'épreuve des balles : la rétrospective de Wonder Woman[3].
- Intégrale Saison 2 Coffret 4 DVD double faces sorti le 9 novembre 2005. Version française et anglaise mono avec sous-titres. En supplément, un documentaire intitulé "Revolutionizing a classic" avec des interviews de Lynda Carter, des fans ainsi que des dessinateurs de DC Comics[4].
- Intégrale Saison 3 Coffret 4 DVD double faces sorti le 21 juin 2006. Version française et anglaise mono avec sous-titres. En supplément, un documentaire "La dernière icône féminine" ainsi qu'un commentaire audio de l'épisode "Mon idole a disparu"[5].
- Coffret intégrale (les 3 saisons) 13 DVD + 1 livre "the little book of wonder woman" sortie le 28 septembre 2016

## Remake 2011
En 2011, une nouvelle série de Wonder Woman était en préparation sur le réseau NBC par David E. Kelley, mettant en vedette Adrianne Palicki dans le rôle principal ainsi qu'Elizabeth Hurley, Tracie Thoms, Pedro Pascal, Cary Elwes et Justin Bruening. Après avoir vu le pilote, la chaîne n'a pas été convaincue et n'a pas donné le feu vert pour le lancement de la série pour le studio Warner Bros. Le pilote disponible sur internet.

## Remake 2013:Amazon
À l'automne 2012, le scénariste Allan Heinberg a déposé son projet au réseau The CW pour une série sur les origines de Diana dans les Amazones. À l'été 2013, le projet a été mis en veille, de nombreux personnages de l'univers DC étant prévus pour apparaître dans la série Arrow.

## Rumeur de retour du personnage à la télévision (2019)
Durant le Comic-Con de San Diego en 2019, une rumeur de la chaîne CW annonce que l'actrice Lynda Carter reprendra son rôle original à l'occasion du cross-over événement Crisis on Infinite Earths regroupant les cinq séries de super héros Arrow, Flash, Supergirl, Legends of Tomorrow et la nouvelle Batwoman. Mais ce cross-over n'a pas vu le jour.